# Sionom Hudon VII
Sionom Hudon VII is een bestuurslaag in het regentschap Humbang Hasundutan van de provincie Noord-Sumatra, Indonesië. Sionom Hudon VII telt 520 inwoners (volkstelling 2010).